# Lord-lieutenant du Roxburghshire
Ceci est une liste de personnes qui ont servi comme Lord Lieutenant du Roxburghshire. L'office a été supprimé en 1975, et remplacé par le Lord Lieutenant de Roxburgh, Ettrick and Lauderdale.
- John Ker (3e duc de Roxburghe) 17 mars 1794 – 19 mars 1804
- Henry Scott 3e duc de Buccleuch 28 mai 1804 – 11 janvier 1812
- William Kerr (6e marquis de Lothian) 25 janvier 1812 – 27 avril 1824
- John Kerr (7e marquis de Lothian) 2 juin 1824 – 14 novembre 1841
- Walter Montagu-Douglas-Scott (5e duc de Buccleuch) 30 novembre 1841 – 16 avril 1884
- James Innes-Ker (7e duc de Roxburghe) 17 mai 1884 – 23 octobre 1892
- Donald Mackay (11e Lord Reay) 14 novembre 1892 – 1918
- Henry Innes-Ker (8e duc de Roxburghe) 25 janvier 1918 – 29 septembre 1932
- Walter Montagu-Douglas-Scott (8e duc de Buccleuch) 3 novembre 1932 – 4 octobre 1973
- John Scott, 9e Duc de Buccleuch 10 juin 1974 – 1975
- Buccleuch est devenu Lord Lieutenant du Roxburgh, Ettrick and Lauderdale